# Панянки з Вілька
«Панянки з Вілька» (пол. Panny z Wilka) — твір написаний Ярославом Івашкевичем — польським письменником, перекладачем і громадським діячем (пол. Jarosław Iwaszkiewicz; народився 20 лютого 1894, село Кальник, нині Іллінецького району Вінницької області — помер 2 березня 1980, село Стависько поблизу Варшави). В перше оповідання було опубліковане 1933 році. Твір був написаний коли автор був у відпустці на Сицилії в 1932 році. Оповідання пронизує смуток за втраченою молодістю, яку ніяк не можна наздогнати.
Герой твору 40-річний чоловік Віктор Рубен, який працює керівником на невеликому підприємстві де організовував табори для сліпих дітей, під назвою «Стокроч». Після смерті свого друга та за порадою лікаря, Віктор приїжджає на три тижні до «Вілька» — маєтку своїх дядька та тітки на відпочинок. Віктор не був у селі довгих 15 років, завжди згадував це місце з особливою любов'ю. Коли герой виходить на пероні вокзалу, до нього повертаються спогади. Дорогою у Віктора повстають картини з минулого, спогади з останнього року перед Першою світовою війною, коли Рубен, як молодий чоловік був призваний в армію, через що був змушений покинути навчання. Зміни, які відбулися в колись дуже знайомому місці, змушують його задуматись про час, що минув з моменту його останнього візиту. Колись, у цьому ж місці, герой пережив велике кохання. Проте спогади дещо відрізняються від дійсності. Коли він був молодий, все здавалось зовсім іншим, проте, час молодості вже давно минув. Навіть прибувши після багатьох років до маєтку, Віктор бачить дівчат з Вілька зовсім іншими, ледве знаходить у них щось йому знайоме.
В оповіданні присутня конфронтація давніх спогадів з новою реальністю, а спогади переплітаються з сьогоденням. Навіть у пам'яті Віктор не може знайти собі розраду, незважаючи на те, що ці спогади прекрасні та незабутні. Проте, вони дають його зрозуміти, що він змарнував своє життя. Вже як доросла людина, він дивиться на себе зовсім іншими очима. Зазирнувши у спогади, бачить наскільки він був енергійним, як він любив життя, скільки всього хотів зробити та побачити. Великий жаль охоплює героя, що молоді роки вже не повернути.

## Фільм
У 1979 році відомий польський режисер Анджей Вайда зняв однойменний фільм. «Панянки з Вілька» віддзеркалюють історію про повернення в юність, втрачених надій та нездійснених мрій. Ліризм фільму підкреслюють мальовничі пейзажі та прекрасна музика Кароля Шимановського. В 1980 році фільм отримав престижну премію «Оскар» за найкращий іноземний фільм. Фільм було знято в селі Радаховка біля Колбелі.